# Ratusz Starego Miasta w Gdańsku
Ratusz Starego Miasta (niem. Altstädtisches Rathaus) – zabytkowy ratusz z końca XVI wieku w Gdańsku na Starym Mieście, usytuowany pomiędzy Wielkim Młynem a pokarmelickim kościołem św. Józefa. Jeden z najcenniejszych gdańskich zabytków.

## Historia

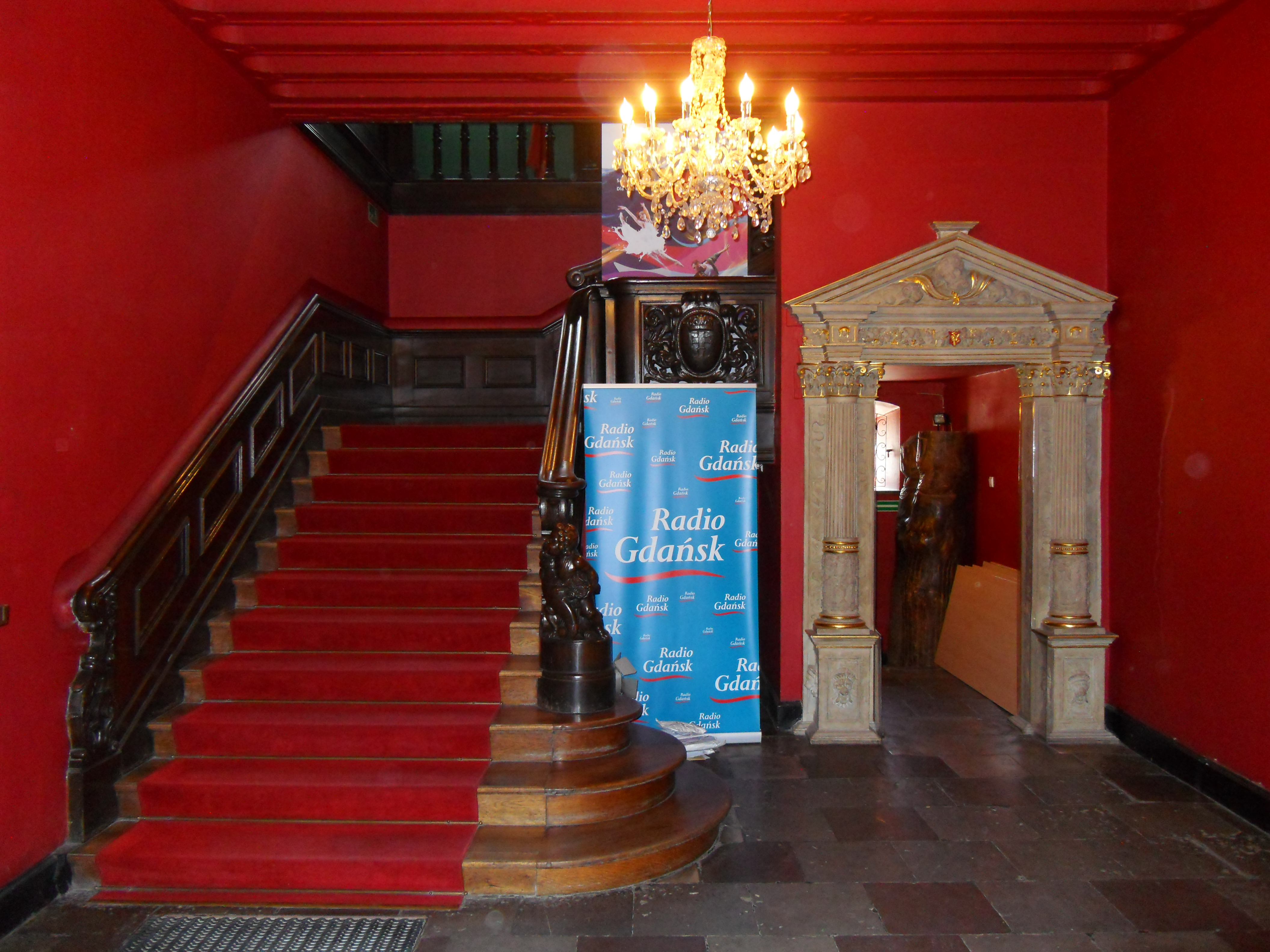
Parter, sień z renesansowym portalem

Pierwszy ratusz na Starym Mieście, gotycki wznieśli Krzyżacy w 1382 roku. W miejscu obecnego budynku znajdowały się wcześniej dwa ratusze o konstrukcji szachulcowej. W drugiej połowie XVI wieku obiekt groził już zawaleniem, dlatego przystąpiono do wznoszenia nowego.
Obecny ratusz został wzniesiony w latach 1587-1589 (prace wykończeniowe zakończono w 1595 roku) w stylu niderlandzkiego manieryzmu (chociaż uderza pewna powściągliwość w wyrazie): kontrast ceglanych elewacji z kutymi w kamieniu detalami architektonicznymi, duże okna o gęstej kratownicy wewnętrznych podziałów, kontrast surowej, kubicznej bryły budynku ze strzelistymi wieżyczkami na narożach, które niejako zapowiadają wysoki i bogato członowany hełm wieży głównej. Autorem ratusza jest Antoni van Obberghen, za twórcę kamiennego portalu wejścia głównego uznaje się Willema van der Meera. Gmach powstał na planie nieregularnego kwadratu o bokach 24 m i 22 m, z dwukondygnacyjnymi piwnicami.
Wzniesiony dla władz Starego Miasta, raczej dla zaspokojenia ambicji lokalnych i potrzeb reprezentacyjnych niż dla rzeczywistych treści ustrojowych, przez wiele wieków był miejscem skupiającym ówczesne życie polityczne, gospodarcze, a także naukowe i towarzyskie tej części miasta. Ze Starym Miastem i ratuszem związany był sławny gdański browarnik oraz astronom Jan Heweliusz, który mieszkał nieopodal ratusza (Obserwatorium Astronomiczne Jana Heweliusza) i pełnił funkcję ławnika oraz pierwszego rajcy. W piwnicach ratusza składował wyprodukowane przez siebie piwo. W latach 1806–1807 i 1813–1910 budynek był w posiadaniu pruskich i niemieckich władz sądowych, od 1910 roku ponownie w rękach władz miejskich.
W XIX wieku miały miejsce liczne przebudowy, zmianie uległ m.in. układ wnętrz oraz rozmieszczenie otworów okiennych i drzwiowych. Zostały otynkowane dotychczas ceglane elewacje. W 1881 roku elewacje ponownie otrzymały lico z cegły. Starą, zniszczoną cegłę zastąpiono nową, maszynową.

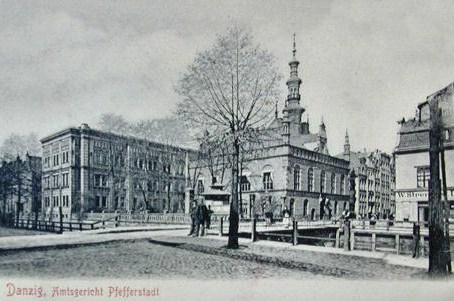
Ratusz i Most Chlebowy, ok. 1900

Wnętrza ratusza uległy ponownie gruntownej przebudowie w latach 1911-1914 w stylu neorenesansowym, ratując przed zagładą wiele detali z kamienic patrycjuszowskich, jak np. renesansowa trójarkadowa ściana kamienna z wielkiej sieni Domu Schumannów (Koncertów) (ul. Długa 45 – naprzeciwko Ratusza Głównomiejskiego), kompletne wnętrze z roku 1642 z plafonem, kominkiem, posadzką i boazeriami oraz inne detale z domów przy Podwalu Staromiejskim 69/70 i ul. Długiej 39 i 45. Renesansowy portal kamienny w sieni ratusza pochodzi z domu przy ul. Długiej 28, zaś piękne kręcone schody z Sieni Gdańskiej. Po remoncie gmach miał służyć jako miejski Pałac Ślubów, jednak realizacji tego zamierzenia przeszkodził wybuch I wojny światowej. Po 1915 roku był siedzibą urzędów miejskich (m.in. policji budowlanej i biur wydziału budownictwa), Senatu Wolnego Miasta Gdańska i konserwatora zabytków.
Ratusz Starego Miasta jest jedną z niewielu zabytkowych budowli gdańskich, które w niewielkim tylko stopniu ucierpiały podczas grabieży i zburzenia centrum miasta przez wojska radzieckie w 1945 roku. Dzięki temu ocalały cenne obrazy artystów gdańskich z połowy XVII wieku – cykl alegoryczny Hermana Hana i "Sybilla" Adolfa Boya. Bryła gmachu zachowała niezmieniony kształt. Od 1953 roku ratusz jest siedzibą instytucji kultury, obecnie Nadbałtyckiego Centrum Kultury. W latach 2008–2016 ratusz został poddany gruntownym pracom konserwatorsko-remontowym.
Przed ratuszem jest umieszczony pomnik Jana Heweliusza. Znajdujący się obok ratusza most na zabytkowym Kanale Raduni to historyczny Most Chlebowy, zbudowany około 1350 roku.

## Architektura

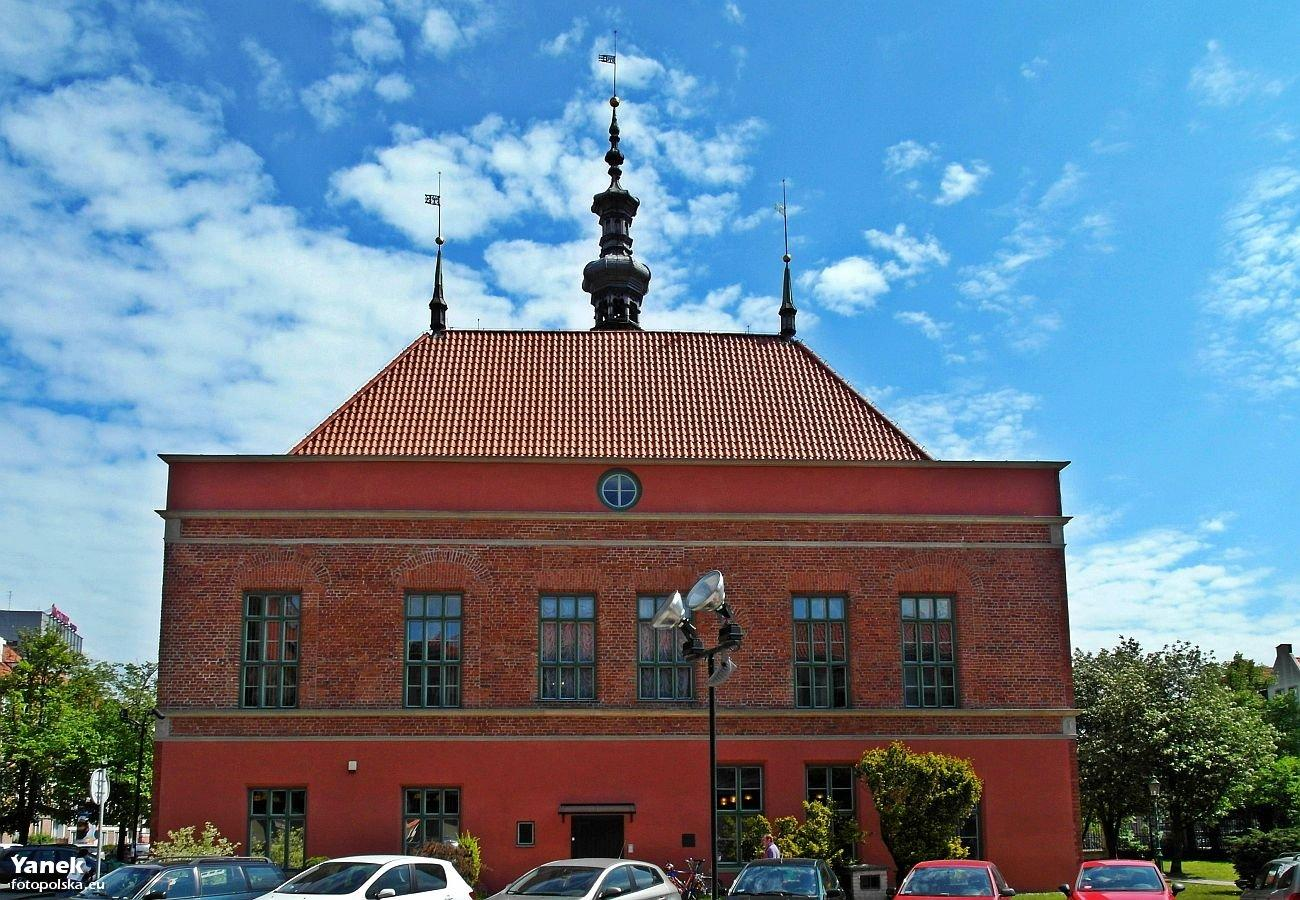
Tył ratusza

Dwukondygnacyjne piwnice przykryto sklepieniami kolebkowymi o przekroju eliptycznym. Ich górną kondygnację, która służyła jako piwiarnia i winiarnia, oświetlało 8 okienek. Dolna kondygnacja mieściła magazyn. W umieszczonym osiowo przyziemiu mieściły się waga miejska, sklepiona kuchnia i wozownia, mieszkania służbowe oraz apartament gościnny. Największym pomieszczeniem I piętra była reprezentacyjna Wielka Sala, określana w XVIII wieku także jako atrium. Z niej można było wejść do Dużej (Letniej) i Małej (Zimowej) Izby Rady oraz dwóch tak samo nazywanych Izb Ławy. W niskiej kondygnacji umieszczono archiwum, w którym przechowywano ratuszowe akta. W Dużej Izbie Ławy z biegiem czasu ulokowano kancelarię Ławy.
Więźba dachowa pochodzi z XVI wieku. Gmach został przykryty dwoma dachami czterospadowymi, których równoległe kalenice ozdobiono na krawędziach iglicami. Na kaletnicy od strony ul. Korzennej został umieszczony efektowny, strzelisty hełm. Twórcą kamieniarki był Nikolaus Jacobssen. Wejście główne zdobi reprezentacyjny portal. Proste, nieotynkowane ściany zwieńczono attyką, którą zdobi arkadowy fryz na elewacjach frontowej i południowej. Elewacje te otrzymały pierwotnie staranniejsze wykończenie, ponieważ nie były zasłonięte innymi budynkami. Dawniej wnętrza attyki zdobiły malowane postacie. Fasada główna została wzbogacona dwoma narożnymi wieżyczkami oraz kamiennymi płaskorzeźbami zdobiącymi fryzy obu kondygnacji, wśród nich m.in. herb Gdańska, herb Prus Królewskich i herb Polski, maszkarony oraz kartusz z rokiem rozpoczęcia budowy ratusza. Pomieszczenia przykryto drewnianymi stropami belkowymi.

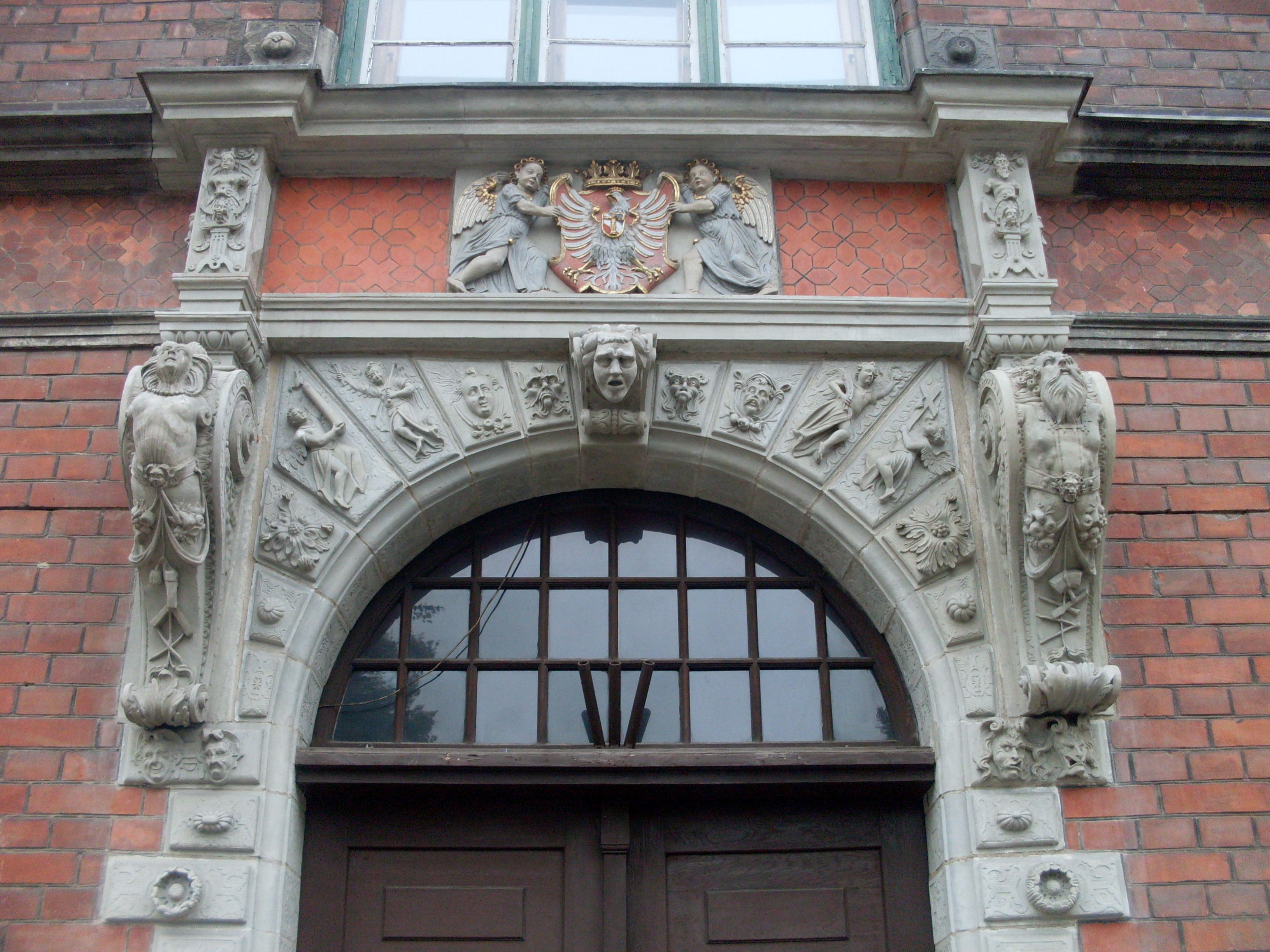
Portal wejścia głównego
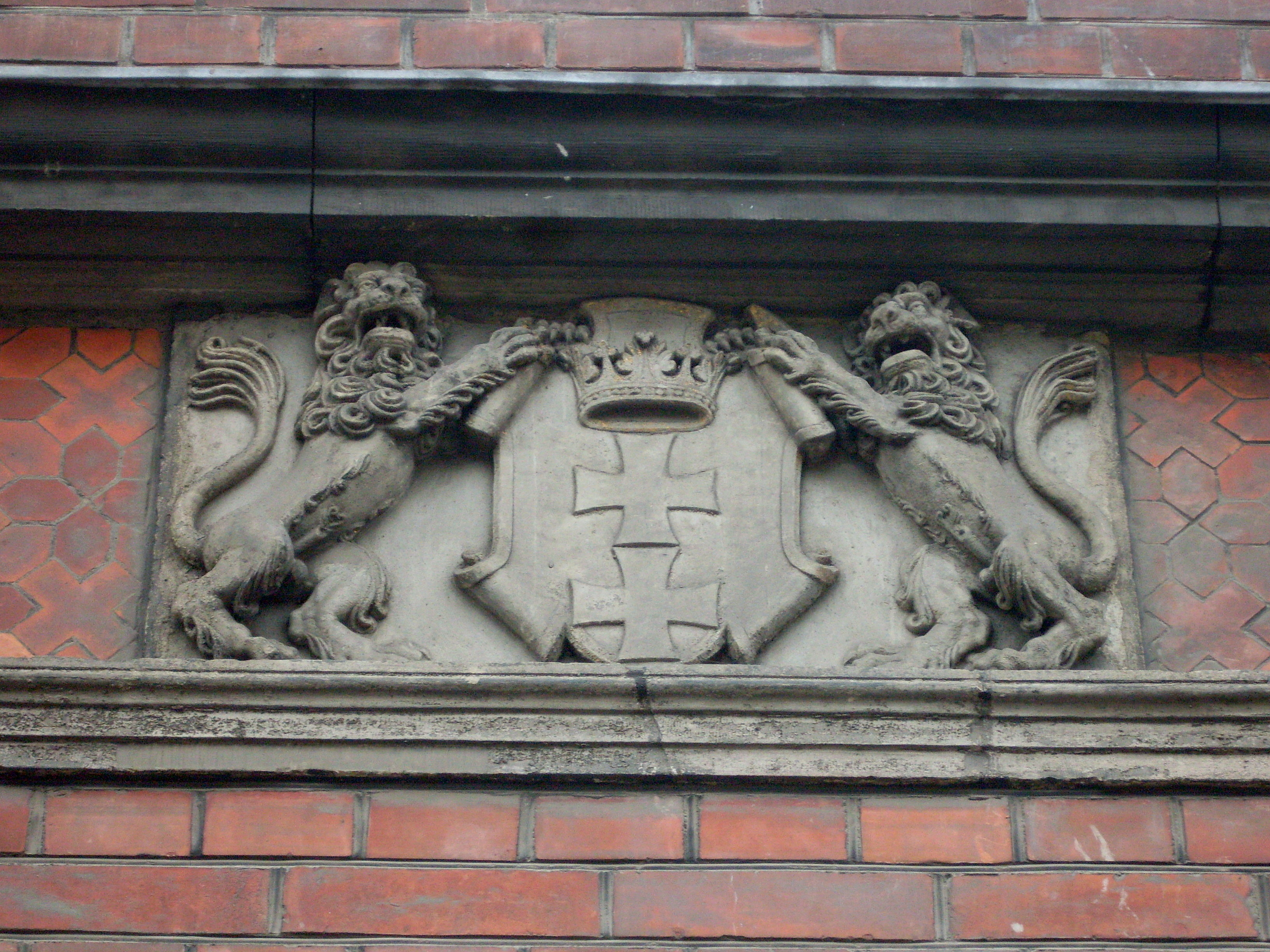
Herb Gdańska, jedna z kamiennych płaskorzeźb
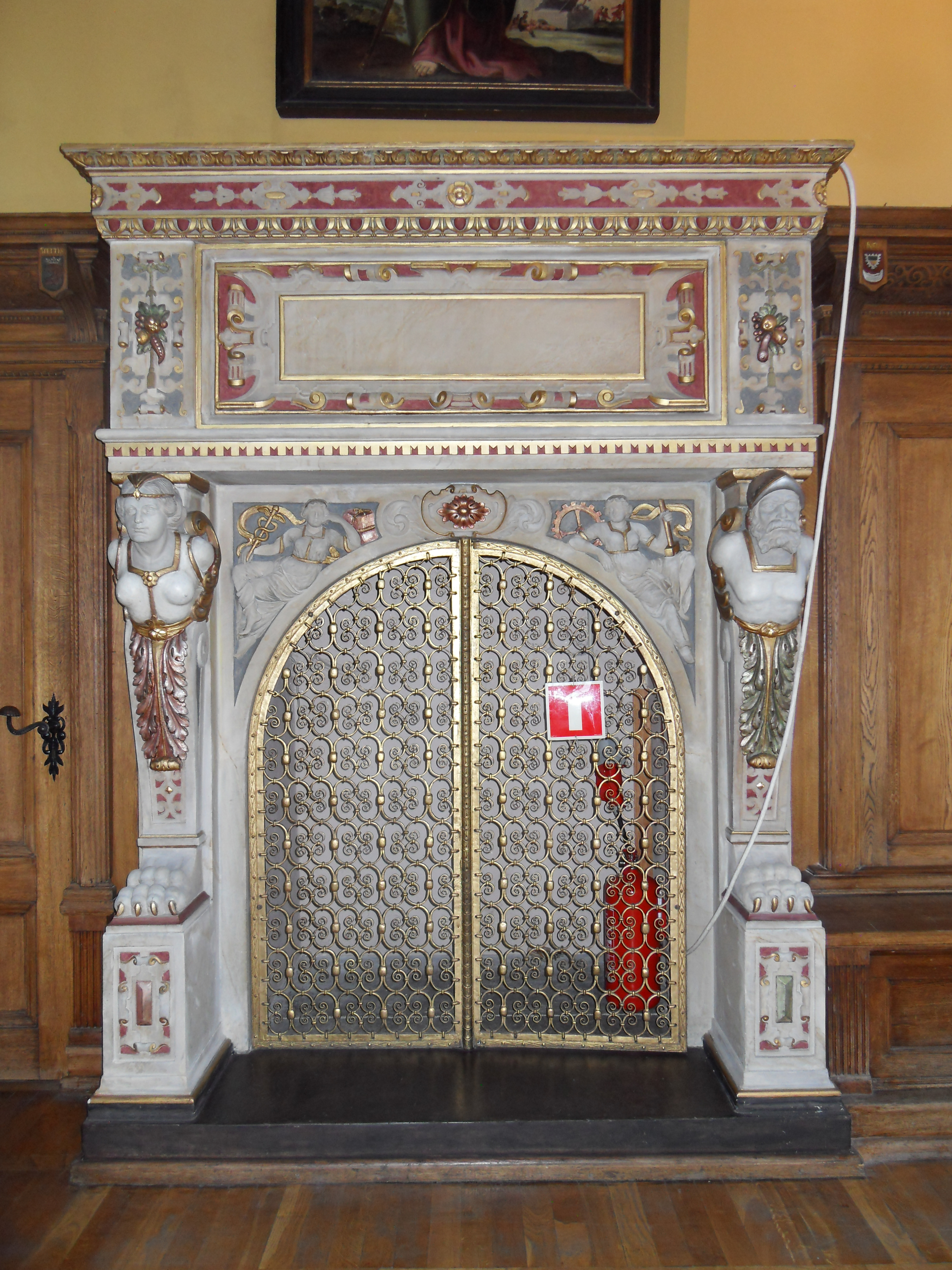
Jeden z kominków na I piętrze